# Ried im Innkreis (stad)
Ried im Innkreis is een stad in de Oostenrijkse deelstaat Opper-Oostenrijk, gelegen in het district Ried im Innkreis. De gemeente heeft ongeveer 11.400 inwoners.

## Geografie

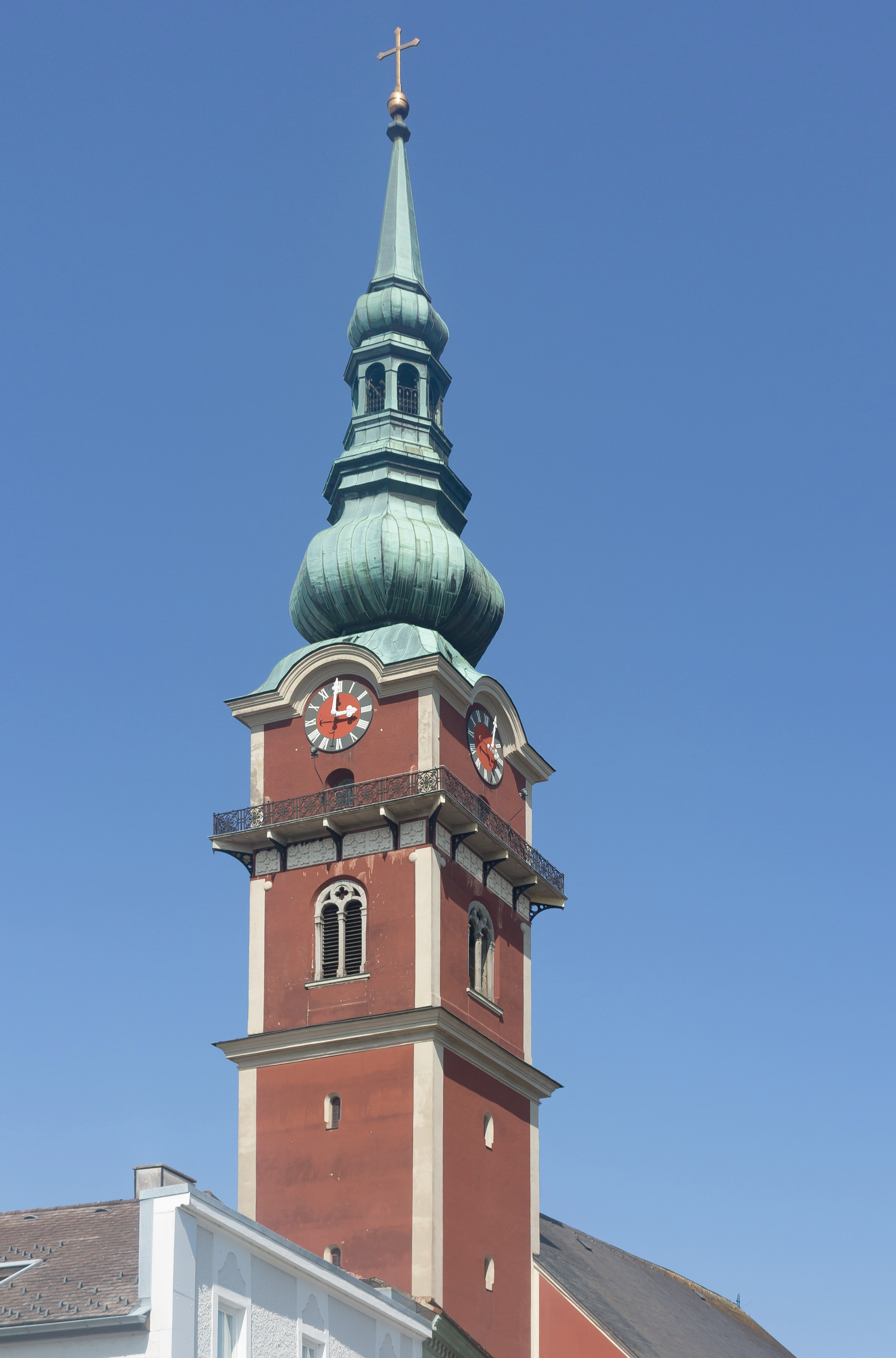
Toren Stadskerk in Ried im Innkreis

Ried im Innkreis heeft een oppervlakte van 6,77 km². De stad ligt in het noorden van Oostenrijk, in het westen van de deelstaat Opper-Oostenrijk. De gemeente ligt ten zuiden van de Duitse deelstaat Beieren.

## Sport
SV Ried is de professionele voetbalclub van de stad. De club speelde vele seizoenen op het hoogste Oostenrijkse niveau.

## Geboren
- Ernst Kaltenbrunner (1903), SS'er en Reichssicherheitshauptamt van de RSHA tijdens de Tweede Wereldoorlog
- Andreas Goldberger (1972), schansspringer
- Manuel Ortlechner (1980), voetballer
- Jacqueline Seifriedsberger (1991), schansspringster

Andrichsfurt · Antiesenhofen · Aurolzmünster · Eberschwang · Eitzing · Geiersberg · Geinberg · Gurten · Hohenzell · Kirchdorf am Inn · Kirchheim im Innkreis · Lambrechten · Lohnsburg · Mehrnbach · Mettmach · Mörschwang · Mühlheim am Inn · Neuhofen im Innkreis · Obernberg am Inn · Ort im Innkreis · Pattigham · Peterskirchen · Pramet · Reichersberg · Ried im Innkreis · Schildorn · Senftenbach · Sankt Georgen bei Obernberg am Inn · Sankt Marienkirchen am Hausruck · Sankt Martin im Innkreis · Taiskirchen im Innkreis · Tumeltsham · Utzenaich · Waldzell · Weilbach · Wippenham
- Gemeinsame Normdatei: 4104043-0
- Library of Congress Control Number: n79135562
- MusicBrainz: 7c07796d-c32b-4918-9394-4864568cc723
- Nationale Bibliotheek van Tsjechië: ge168866
- Nationale Bibliotheek van Israël: 987007554930105171
- Virtual International Authority File: 133682729
- WorldCat: E39PBJgmTybPTwMq8RJXb6Xw4q